# May Craig
May Craig es una isla rocosa situada a lo largo de la costa del Mar del Norte de Aberdeenshire, Escocia. May Craig se encuentra a alrededor de media milla (0,8 km) al sur de Newtonhill y a una milla (1,6 kilómetros) al noreste de la localidad de Muchalls. Un pequeño islote del mismo nombre se encuentra tres millas (cinco kilómetros) al norte-noreste.
El área al oeste de May Craig fue primero habitada por los pueblos pictos que dejaron monumentos megalíticos prehistóricos a lo largo de una vía conocida como Causey Mounth, un nombre acuñado en la época medieval. Ejemplos de estos megalitos son el círculo de piedra Old Bourtreebush y el círculo de piedra Aquhorthies.